# Longe mala, umbrae, terrores
Longe mala, umbrae, terrores, RV 629, és un motet compost per Antonio Vivaldi a partir d'un text anònim en llatí. Està escrit en la tonalitat de sol menor i dins l'habitual estil líric italià del barroc. Com en els motets introductoris, peces que precedien algunes grans obres de Vivaldi, els textos no són litúrgics, sinó versions lliures en llatí d'autor desconegut. No s'ha de confondre amb una Introduzioni, «Longe mala, umbrae, terrores», RV 640 que té el mateix text (sense l'"Alelluia") però amb una funcionalitat diferent, ja que precedeix el Gloria, RV 589.
No se sap per a quina ocasió o institució es va compondre aquest motet extraordinàriament brillant i arduós, però gairebé s'està segur que no era per a l'Ospedale della Pietà. Deuria ser compost cap a mitjans de la dècada del 1720.

## Estructura i anàlisi musical
Està escrit per a soprano solista. Denis Arnold va proposar la frase "concert per a veu" per descriure aquests motets de Vivaldi. A l'època de Vivaldi, molts motets solistes eren "per ogni temps", és a dir, per a qualsevol època de l'any. Posar un text poètic que sigui prou general per adaptar-se a la majoria de les festivitats tenia l'avantatge de produir obres que podrien convertir-se obres de repertori que es podien repetir i, per tant, molt millor per al compositor i per a l'intèrpret. L'obra, en la tonalitat de sol menor, té una estructura en quatre moviments i amb les següents característiques musicals:
| Moviment                          | Instrumentació        | Forma     | Tempo       | Tonalitat |
| --------------------------------- | --------------------- | --------- | ----------- | --------- |
| 1. «Longe mala, umbrae, terrores» | soprano, corda i b.c. | ària      | allegro     | sol menor |
| 2. «Recedite, nubes et fulgura»   | soprano i b.c.        | recitatiu | (recitatiu) | ...       |
| 3. «Descende, o caeli vox»        | soprano, corda i b.c. | ària      | largo       | do menor  |
| 4. «Alleluia»                     | soprano, corda i b.c. | ària      | allegro     | sol menor |

La seva primera ària convida als mals d'aquest món –la guerra, la pesta i altres desgràcies–, a desaparèixer. En el recitatiu, els núvols s'esvaeixen perquè a la segona ària la "vera lux" (la veritable llum) pugui brillar des del cel cap a la humanitat.
A l'"Alleluia" es reprèn el material del moviment inicial, bastant truculent i potser il·lògic tenint en compte el "programa" del motet, però té un efecte excel·lent en termes purament musicals.

## Text
Els textos dels motets del segle xviii poques vegades eren peces de fina poesia llatina; el viatger francès Pierre-Jean Grosley els va descriure com a ""una mala combinació de paraules llatines, on les barbarismes i els solecisme són més comuns que el sentit i la raó". El text anònim, en llatí, és el següent:
| - Aria da capo Longe mala umbrae terrores, Sors amara iniqua sors. Bella plagae irae furors Tela et arma aeterna mors. - Recitatiu Recedite, nubes et fulgura, Et sereno coronate fulgore Coeli sidera coruscate; omnes animae super terram et super astra viventes jubilate. | - Aria da capo Descende, o coeli vox, ex alto asperge nos, tolle maerorem. Resplende, o vera lux, es tu secura dux, sparge fulgorem. - Alleluia - Allegro |